# Ryo Kushino
Ryo Kushino (櫛野 亮 Kushino Ryo?), född 3 mars 1979 i Kumamoto prefektur, är en japansk före detta fotbollsspelare.
Kushino började sin karriär 1997 i JEF United Ichihara (JEF United Chiba). Med JEF United Chiba vann han japanska ligacupen 2005 och 2006. 2007 blev han utlånad till Nagoya Grampus Eight. Han gick tillbaka till JEF United Chiba 2008. Han avslutade karriären 2013.